# Monchaux-Soreng
Monchaux-Soreng é uma comuna francesa na região administrativa da Normandia, no departamento de Sena Marítimo. Estende-se por uma área de 10,06 km². Em 2010 a comuna tinha 654 habitantes (densidade: 65 hab./km²).